# Dipentylamine
Dipentylamine is een organische verbinding met als brutoformule C10H23N. De stof komt voor als een kleurloze tot lichtgele vloeistof met een scherpe geur, die onoplosbaar is in water.

## Toepassingen
Dipentylamine kent een groot aantal toepassingen, waaronder als corrosie-inhibitor, als oplosmiddel en als flotatie-reagens.

## Toxicologie en veiligheid
De stof ontleedt bij verbranding, met vorming van giftige en corrosieve gassen, onder andere stikstofoxiden. Ze reageert hevig met oxiderende stoffen, zuren, zuurchlorides, zuuranhydrides en kwik. Dipentylamine tast kunststoffen, glas, koper, koperlegeringen, aluminium, zink, zinklegeringen en gegalvaniseerde oppervlakken aan.
De stof is corrosief en irriterend voor de ogen, de huid en de luchtwegen. Inademing van damp kan longoedeem veroorzaken en er kunnen effecten op het zenuwstelsel optreden.